# Championnats panaméricains de cyclo-cross 2022
Navigation
Édition précédente Édition suivante
Les championnats panaméricains de cyclo-cross 2022 se déroulent le 4 novembre 2022, à Falmouth dans le Massachusetts, aux États-Unis, dans le cadre du Really Rad Festival of Cyclocross. L'évènement devait initialement se dérouler à San José au Costa Rica, avant son annulation en raison de la fermeture du Parque Viva.

## Résultats

### Hommes
| Épreuves        | Or             | Argent            | Bronze       |
| --------------- | -------------- | ----------------- | ------------ |
| Élites          | Eric Brunner   | Curtis White      | Lance Haidet |
| Moins de 23 ans | Jack Spranger  | Andrew Strohmeyer | Daxton Mock  |
| Juniors         | David Thompson | Magnus White      | Ian Ackert   |

### Femmes
| Épreuves        | Or             | Argent                  | Bronze            |
| --------------- | -------------- | ----------------------- | ----------------- |
| Élites          | Raylyn Nuss    | Sidney McGill           | Maghalie Rochette |
| Moins de 23 ans | Lizzy Gunsalus | Lauren Zoerner          | Cassidy Hickey    |
| Juniors         | Ava Holmgren   | Vida Lopez De San Roman | Isabella Holmgren |

## Tableau des médailles
| Rang  | Nation     | Or | Argent | Bronze | Total |
| ----- | ---------- | -- | ------ | ------ | ----- |
| 1     | États-Unis | 5  | 5      | 3      | 13    |
| 2     | Canada     | 1  | 1      | 3      | 5     |
| Total | Total      | 6  | 6      | 6      | 18    |